# Stühren
Stühren ist ein Ortsteil der Stadt Bassum im niedersächsischen Landkreis Diepholz. In dem Dorf leben etwa 290 Einwohner auf einer Fläche von 8,33 km².

## Geografie

### Lage
Stühren liegt im nordwestlichen Bereich der Stadt Bassum, fünf Kilometer nördlich vom Kernort Bassum entfernt. Die Ortschaft Stühren besteht aus den Ansiedlungen Döhren, Strühe und Stühren.

### Nachbarorte
Nachbarorte sind – von Norden aus im Uhrzeigersinn – Nordwohlde, Bramstedt, Bassum und Hollwedel.

### Flüsse
Westlich des Ortes fließt der Klosterbach.

## Geschichte
Von den ehemals 46 vorgeschichtlichen Hügelgräbern des Grabhügelfeldes Stühren, auch bekannt als „Siebenberge“, sind noch einige im Wald  und eines auf einem Feld zu sehen.
Der Theologe Friedrich Delekat, Mitglied der Bekennenden Kirche, stammt aus Stühren. Seit der Gebietsreform, die am 1. März 1974 in Kraft trat, ist die vorher selbstständige Gemeinde Stühren eine von 16 Ortschaften der Stadt Bassum.

## Ortsvorsteher
| Ortschaft Stühren (seit 1974) | Ortschaft Stühren (seit 1974) | Ortschaft Stühren (seit 1974) | Ortschaft Stühren (seit 1974) |
| Amtszeit                      | Amtszeit                      | Name                          | Partei                        |
| ----------------------------- | ----------------------------- | ----------------------------- | ----------------------------- |
| 19. September 1974            | 7. Februar 1978               | Fritz Kohlmeier               |                               |
| 8. Februar 1978               | 24. November 1996             | Walter Urbrock                | CDU                           |
| 25. November 1996             | 15. November 2006             | Heinz Ellinghausen            |                               |
| 16. November 2006             | 25. Februar 2013              | Hans-Jürgen Urbrock           | SPD                           |
| 26. Februar 2013              | 1. November 2021              | Manfred Schmidt               | SPD                           |
| 2. November 2021              | heute                         | Carsten Jäger                 |                               |

## Straßen
Stühren liegt fernab des großen Verkehrs:
- Die Bundesautobahn 1 verläuft zwölf Kilometer entfernt nordwestlich.
- Die von Bassum (Kernort) über Twistringen, Barnstorf und Diepholz nach Osnabrück führende Bundesstraße 51 verläuft östlich, einen Kilometer entfernt.
- Die von Bassum (Kernort) über Sulingen und Uchte nach Minden führende Bundesstraße 61 verläuft südlich, sechs Kilometer entfernt.
- Die Bundesstraße 6 von Bremen über Nienburg nach Hannover verläuft östlich in acht Kilometern Entfernung.

In Stühren gibt es keine Straßenbezeichnungen, sondern nur Hausnummern, nach denen sich Einwohner, Postboten, Lieferanten und Besucher orientieren müssen.

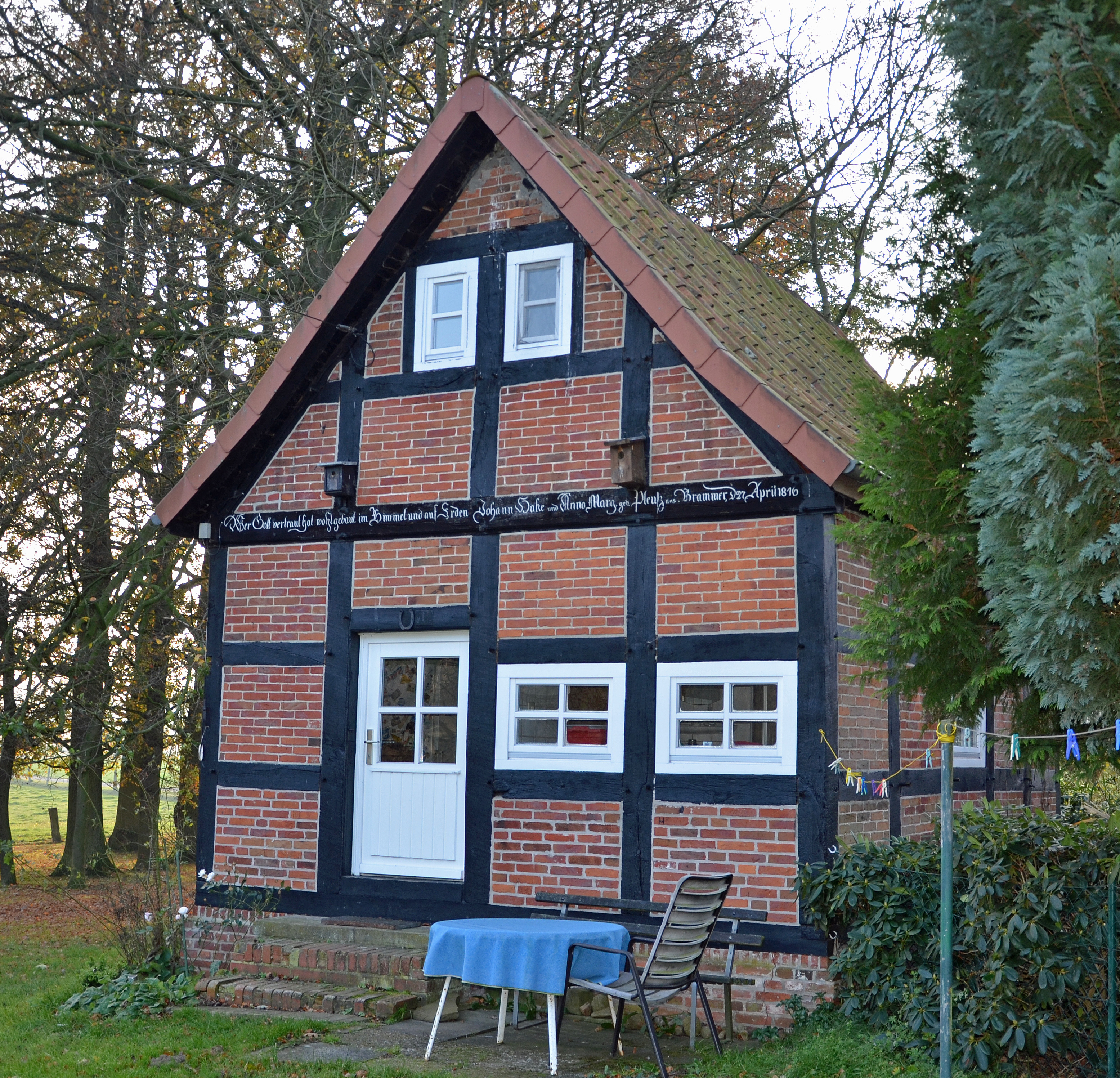
Speicher Döhren 1 von 1816

## Bauwerke
Der Speicher Döhren 1 ist das einzige ausgewiesene Baudenkmal in
Stühren.